# Boruja Nowa
Boruja Nowa (niem. Neu Borui) – wieś w Polsce położona w województwie wielkopolskim, w powiecie nowotomyskim, w gminie Nowy Tomyśl.
W latach 1975–1998 miejscowość administracyjnie należała do województwa poznańskiego.
Boruja Nowa to wieś o rozproszonej zabudowie (osadnictwo olęderskie) założona w 1705. Zachowały się tu liczne budynki drewniane. Przy gospodarstwie nr 6 (nad brzegiem Dojcy) rośnie sześć pomników przyrody: dęby szypułkowe (obwody – 620, 440 i 380 cm), lipa szerokolistna (obwód 360 cm), grab (obwód 210 cm) i jawor (obwód 310 cm).